# 鳥辺野心中
『鳥辺野心中』（とりべのしんじゅう）は、日本の作家である花房観音によるホラー小説。
単行本は、2015年4月16日に光文社より書き下ろしで刊行された。装丁は、高林昭太が出がけている。ライターの朝宮運河は、「教え子に翻弄される中学教師の話で、これまた恐ろしい」と評している。著者の花房は、「怖い話にするつもりはなかったが、結局怖い話になった」「主人公の男性教師には、実はモデルになる知人がいる。常識でこり固まった男に、破滅する快楽を味わわせてやろうと思って書いた」と語っている。

## あらすじ
清水寺の近くの三年坂と二年坂の間にある音葉の家は、飴屋を営んでいる。音葉が中学3年生の年の夏休みに、彼女の母親がその家で首を吊って自殺した。副担任の樋口が、お通夜に音葉の家を訪れる。そして、樋口は思わず音葉を抱きしめる。夏休みが終わる頃に、音葉は樋口に、「母親が浮気をしていたことが原因で、両親は離婚したのだ」と話す。樋口は、八坂法観寺の五重塔を見ながら、清水寺の参道や三年坂、石塀小路を音葉とともに歩いた。樋口は、音葉の表情が、上村松園の「焔」という絵に描かれた女の笑みに似ている、と感じる。樋口は水野から、音葉の家がある清水寺付近は鳥辺野といって、かつては葬送の地だった、ときく。また、六波羅にある幽霊飴の店に関する話もきく。
音葉の母親が亡くなって3か月が過ぎた頃、樋口は音葉から手紙をもらう。ある冬の日に、樋口は、教頭からの見合いの勧めに応じ、円山公園の中にある料亭で三浜まり子に会う。続いて、祇園の喫茶店へ行った後、京阪電車の祇園四条駅で別れる。数日後、樋口とまり子は八坂神社を訪れる。そこで樋口はまり子から、円山公園の辺りは、かつて真葛ヶ原と呼ばれていた、ときく。ある日、樋口は、クラスの生徒から「ある生徒が、木屋町を先生が女性と2人で歩いているのを見た」ときく。卒業式が目前に迫った頃、音葉が樋口の部屋を訪れ、お金に困っている樋口に100万円を差し出す。
やがて、樋口はまり子と結婚する。しかし、なかなか子どもができなかった。しばらくして、川崎が樋口のクラスの生徒と交際していることが発覚し、川崎が退職するという事件が起きる。ある年の2月、樋口はまり子と清水寺の奥にある泰産寺の子安の塔へ行く。その帰り、2人は音葉の家の前を通りかかり、音葉と会う。そして、樋口とまり子は、二年坂を下り、高台寺のほうへ歩く。音葉の祖母が亡くなったことを知った樋口は、五条坂を上り、三年坂を下って、音葉の家を訪れる。
音葉は、「妾でいい」と言って、樋口を求める……。

## 登場人物
樋口篤郎（ひぐち あつろう）
京都にある私立の中高一貫教育の女子校の国語教師。音葉のクラスの副担任。
志水音葉（しみず おとは）
生徒。
木下（きのした）
教師。音葉のクラスの担任。
水野聖子（みずの せいこ）
樋口の同僚。
川崎（かわさき）
教師。
三浜まり子（みはま まりこ）
小学校教師。